# Chord Overstreet

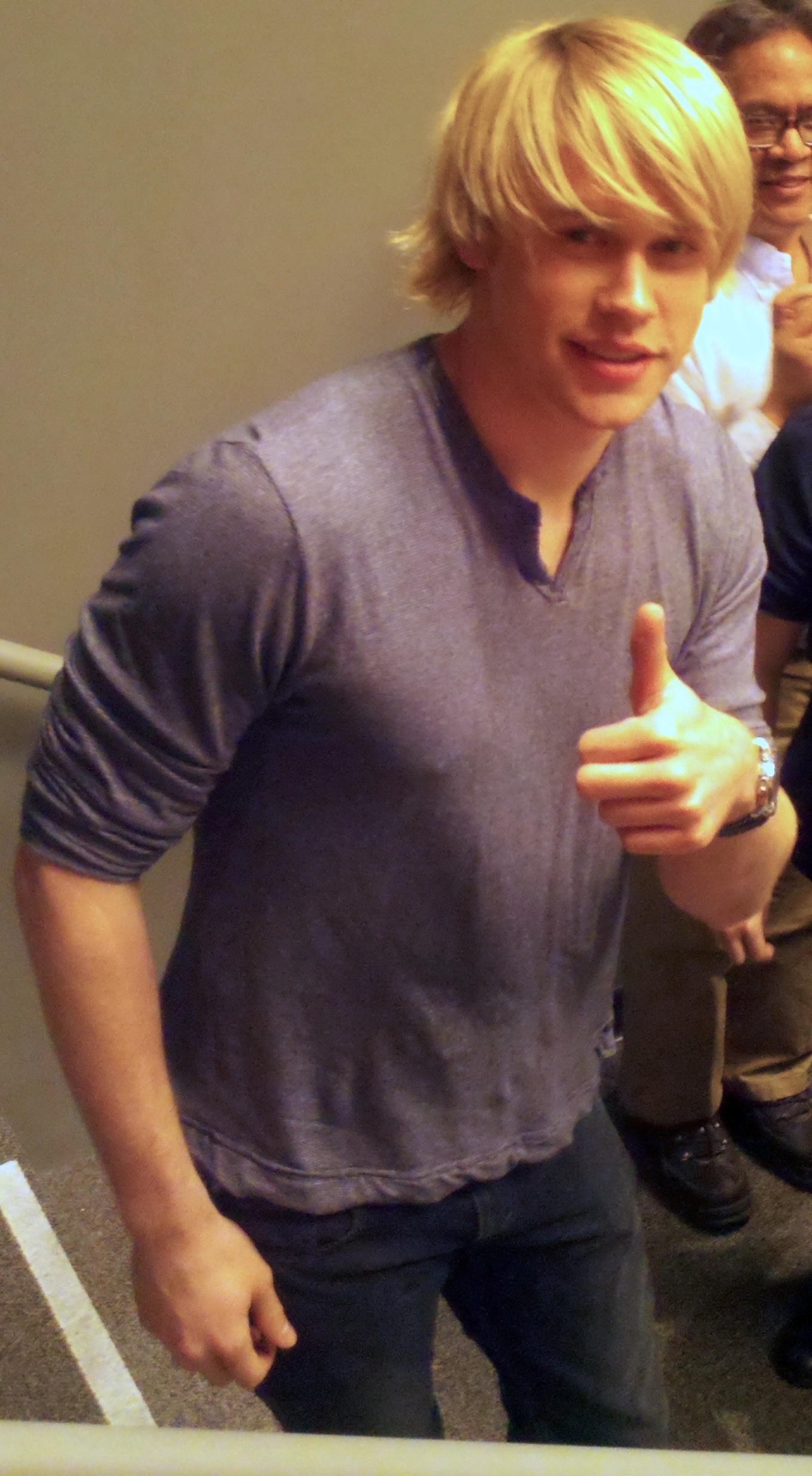
Chord Overstreet (Mai 2011)

Chord Overstreet (* 17. Februar 1989 in Nashville, Tennessee) ist ein US-amerikanischer Schauspieler und Sänger, am ehesten bekannt für seine Rolle des Sam Evans in der Erfolgsserie Glee, in der er ab der zweiten Staffel zu sehen ist. 

## Leben
Overstreet ist das dritte von sechs Kindern des Country-Sängers und Songwriters Paul Overstreet. Der Vorname leitet sich vom englischen Wort für Akkord – Chord – ab. Seine Eltern ermutigten ihn von Anfang an, sich der Musik zu widmen. In frühen Jahren begann er Mandoline zu spielen sowie bald darauf auch Schlagzeug und Gitarre. In seiner Jugendzeit modelte er z. B. für Famous Footwear und Gap. Er selbst schreibt auch Musik, steht aber nicht unter Vertrag.
Er war von Juli 2011 bis Februar 2012 in einer Beziehung mit Emma Roberts.

## Karriere
Overstreet begann seine Schauspielkarriere in der Internet-Serie Private. Außerdem hatte er einen Gastauftritt in einer Folge der auf Nickelodeon ausgestrahlten Jugendserie iCarly sowie in der nicht ausgestrahlten Pilotfolge von My Superhero Family. 
In der zweiten Staffel der Musical-Serie Glee spielte er die wiederkehrende Rolle des Sam Evans. Beim Casting sang er Easy von The Commodores sowie Gavin DeGraws I Don't Want to Be und nahm im Studio den Song Billionaire von Travie McCoy und Bruno Mars auf, den er daraufhin auch in einer Folge der Serie sang. Nachdem Overstreet für die dritte Staffel nicht zum Hauptdarsteller befördert worden war, verließ er die Serie. Ein Monat nachdem die dritte Staffel angelaufen war, änderte er aber seine Meinung, sodass er ab der achten Folge der Staffel wieder zu sehen war.
Seit dem Beginn der vierten Staffel im September 2012 gehörte er zu den Hauptdarstellern von Glee. Für die im Jahr 2017 veröffentlichte Single Hold on wurde er mit zwei Platin-Schallplatten in den USA und mit Gold im UK ausgezeichnet.

## Filmografie (Auswahl)
- 2009: Private (Webserie)
- 2009: The Hole – Wovor hast Du Angst? (The Hole)
- 2009: iCarly (Fernsehserie, Episode 3x03)
- 2010: My Superhero Family (No Ordinary Family) (Fernsehserie, Episode 1x01)
- 2010–2015: Glee (Fernsehserie, 89 Folgen)
- 2011: Glee on Tour – Der 3D Film
- 2011: A Warrior's Heart
- 2011: The Middle (Fernsehserie, Episode 3x03)
- 2015: 4th Man Out (Fourth Man Out)
- 2020: The Bold Type (Fernsehserie, Episode 4x08)
- 2021: Acapulco
- 2022: Falling for Christmas

## Auszeichnungen und Nominierungen
Auszeichnungen
- 2013: Teen Choice Award – Choice TV: Male Scene Stealer für Glee

Nominierungen
- 2011: Screen Actors Guild Award – Outstanding Performance by an Ensemble in a Comedy Series für Glee
- 2012: Screen Actors Guild Award – Outstanding Performance by an Ensemble in a Comedy Series für Glee
- 2013: Screen Actors Guild Award – Outstanding Performance by an Ensemble in a Comedy Series für Glee

## Auszeichnungen für Musikverkäufe
| Goldene Schallplatte - Deutschland - 2023: für die Single Hold On - Italien - 2021: für die Single Hold On - Spanien - 2024: für die Single Hold On Platin-Schallplatte - Dänemark - 2024: für die Single Hold On - Frankreich - 2025: für die Single Hold On - Polen - 2020: für die Single Hold On - Portugal - 2022: für die Single Hold On - Vereinigtes Königreich - 2023: für die Single Hold On | 2× Platin-Schallplatte - Vereinigte Staaten - 2021: für die Single Hold On Diamantene Schallplatte - Brasilien - 2024: für die Single Hold On |

| Land/RegionAuszeichnungen für Musikverkäufe (Land/Region, Auszeichnungen, Verkäufe, Quellen) | Gold     | Platin     | Diamant  | Verkäufe  | Quellen             |
| -------------------------------------------------------------------------------------------- | -------- | ---------- | -------- | --------- | ------------------- |
| Brasilien (PMB)                                                                              | —        | —          | Diamant1 | 160.000   | pro-musicabr.org.br |
| Dänemark (IFPI)                                                                              | —        | Platin1    | —        | 90.000    | ifpi.dk             |
| Deutschland (BVMI)                                                                           | Gold1    | —          | —        | 200.000   | musikindustrie.de   |
| Frankreich (SNEP)                                                                            | —        | Platin1    | —        | 200.000   | snepmusique.com     |
| Italien (FIMI)                                                                               | Gold1    | —          | —        | 35.000    | fimi.it             |
| Polen (ZPAV)                                                                                 | —        | Platin1    | —        | 20.000    | olis.pl             |
| Portugal (AFP)                                                                               | —        | Platin1    | —        | 10.000    | Einzelnachweise     |
| Spanien (Promusicae)                                                                         | Gold1    | —          | —        | 30.000    | elportaldemusica.es |
| Vereinigte Staaten (RIAA)                                                                    | —        | 2× Platin2 | —        | 2.000.000 | riaa.com            |
| Vereinigtes Königreich (BPI)                                                                 | —        | Platin1    | —        | 600.000   | bpi.co.uk           |
| Insgesamt                                                                                    | 3× Gold3 | 7× Platin7 | Diamant1 |           |                     |